# Shin Hyun-been
Shin Hyun-been née le 10 avril 1986, est une actrice sud-coréenne,.

## Filmographie sélective

### Cinéma
- 2017 : Hwa-ryung dans Gongjo de Kim Seong-hoon
- 2018 : Moon Ha-young dans Seven Years of Night de Choo Chang-min
- 2018 : Lee Ji-soo dans Take Point de Kim Byung-woo
- 2019 : Hye-yeong dans Cheer Up, Mr. Lee de Lee Gae-byok
- 2020 : Seung-hee dans The Closet de Kim Kwang-bin
- 2020 : Mi-ran  dans Lucky Strike de Kim Yong-hoon
- 2025 : Revelations (계시록) de Yeon Sang-ho : l'inspectrice Lee Yeon-hee